# Miguel Ángel Gallardo Miranda
Miguel Ángel Gallardo Miranda (Villanueva de la Serena, Badajoz, 8 de junio de 1974) es un político español, alcalde de Villanueva de la Serena desde 2003 hasta 2024, y presidente de la Diputación Provincial de Badajoz.
En el año 2004 fue elegido Secretario General del PSOE en Villanueva de la Serena, cargo que ostenta hasta la actualidad. 20 años después se convirtió en secretario general del PSOE en Extremadura y por ello el 20 de marzo de 2024 dejó la alcaldía en manos de su vicealcaldesa, Ana Belén Fernández.
Está casado y tiene dos hijos.

## Biografía
Nacido en Villanueva de la Serena, es diplomado en Educación Social por la Universidad Nacional de Educación a Distancia (UNED), además de técnico especialista en Educación Infantil y Mantenimiento Electrónico.
Antes de iniciar su carrera política, trabajó como operario de producción en la empresa extremeña Impralsa ubicada en Miajadas, entre 1999 y 2003.

## Trayectoria en Política Municipal
Se afilió a Juventudes Socialistas de Villanueva de la Serena en el año 1995, cuando el PSOE perdió las elecciones municipales, con el firme compromiso de ayudar a revertir esta situación. Se convirtió en Secretario General de Juventudes Socialistas de su localidad en el año 1996, cargo que ostentó hasta el año 2003, cuando se presentó como candidato a la alcaldía de Villanueva de la Serena. 
En las elecciones municipales celebradas el 25 de mayo de 2003, la lista que lideraba se alzó con 11 de los 21 concejales que conforman el Pleno del consistorio villanovense, devolviéndole el Gobierno local al Partido Socialista tras ocho años en la oposición.
En 2007 consiguió su segunda victoria electoral, obteniendo los mejores resultados desde 1979 al conseguir 16 de los 21 ediles de la Corporación Municipal. Un triunfo que repitió en 2011 con 13 concejales en unos comicios en los que el PSOE perdió los Ejecutivos Locales de todas las ciudades mayores de 20.000 habitantes, a excepción de Villanueva de la Serena.
En las elecciones municipales del 2015 consiguió su segundo mejor resultado, con 15 ediles. Una confianza que fue renovada en los comicios locales del 2019, en los que logró 14 concejales. 
En las siguientes elecciones municipales, celebradas el 28 de mayo de 2023, repitió el resultado de 14 ediles, aunque con mayor número de votos que en los comicios del año 2019 y a solo 51 votos del decimoquinto concejal.

## Trayectoria en Política Autonómica
Ocupó la vicepresidencia de la Federación de Municipios y Provincias de Extremadura (Fempex) entre los años 2011 y 2013.
Tras las elecciones municipales de 2015, fue propuesto para ser presidente de la Diputación Provincial de Badajoz, cargo que revalidó tras los comicios locales celebrados en 2019 y 2023, convirtiéndose así en el primer presidente de esta institución provincial en ocupar la Presidencia durante más de dos legislaturas. 
Al frente de la Diputación de Badajoz, además, ha puesto en marcha iniciativas pioneras que han sido replicadas en otras provincias del país, como la instalación de cajeros automáticos en aquellas pequeñas poblaciones que se quedaron sin entidad bancaria o la puesta en marcha del Plan MOVEM, mediante el cual se entregó un vehículo eléctrico a cada uno de los municipios y entidades locales de la provincia y se creó la primera Red Provincial de Electrolineras de la península ibérica, por la que ha recibido diversos galardones a nivel nacional.
Miguel Ángel Gallardo es uno de los principales impulsores del proceso de fusión entre las localidades pacenses de Don Benito y Villanueva de la Serena.
Junto con José Luis Quintana, alcalde de Don Benito hasta 2023, Gallardo impulsó en 2021 la fusión entre ambos municipios logrando que la Corporación Municipal de Villanueva de la Serena apoyara por unanimidad el proyecto, respaldado por el 91% de los villanovenses en el referéndum celebrado. Mientras, en Don Benito este proyecto de fusión obtuvo el 66,27% del apoyo ciudadano, superando de esta forma el 66% de respaldo acordado por ambas corporaciones por unanimidad para continuar con la unión. Esta unión formaría así una ciudad de 63.000 habitantes que sería la tercera más grande de la región después de Badajoz y Cáceres.
Tras las elecciones municipales de Don Benito en 2023, el plan fue paralizado cuando el partido localista Siempre Don Benito, opuesto a la fusión, ganó la alcaldía de Don Benito con el apoyo del Partido Popular.

### Caso David Sánchez
El 16 de mayo del 2025 y, envuelto en un caso de prevaricación y tráfico de influencias junto con David Sánchez, el hermano del entonces presidente del Gobierno, Pedro Sánchez, Gallardo pasó a ser diputado de la Asamblea de Extremadura, previo a su renuncia como líder del Partido Socialista en dicha comunidad. La llamada a formar parte de la diputación tuvo lugar tras la dimisión de un diputado socialista de la asamblea, así como de cuatro candidatos que iban previos a Gallardo en las listas del partido. Con el ejercicio de dicho cargo, Gallardo pasó a disfrutar del aforamiento, debido al cual para procesar al susodicho el caso tendría que pasar por la Sala de lo Civil y Penal del Tribunal Superior de Justicia de Extremadura (TSJE).
La juez Beatriz Biedma elevó el 9 de junio de 2025 la causa al Tribunal Superior de Justicia, exponiendo que los movimientos de Gallardo para aforarse podían constituir un fraude de ley para adqurir el aforamiento y evitar la jurisdicción del tribunal de instrucción. El 30 de junio de 2025 el TSJE dio la razón a la jueza, considerando que el diputado había adquirido esta condición para evitar el procesamiento, por lo que rechazó ser competente y devolvió el caso al tribunal inferior.